# Seznam slovenskih zgodovinarjev
Seznam slovenskih zgodovinarjev (vključuje arhiviste/arhivarje in muzeologe ter deloma zgodovinarje lastnih strok, pa tudi znanosti in tehnike).

## A
- Kornelija Ajlec
- (Lado Ambrožič - Novljan)
- Rudolf Andrejka
- (Boštjan Anko)
- Gregor Antoličič
- Sonja Anžič
- Matjaž Anžur
- Elio Apih[navedi vir]
- Josip Apih
- Miran Aplinc
- Valentin Areh
- Aleš Arih
- Mihael Arko
- Miljutin Arko
- Janez Arnež
- Ivan Artač
- (Anton Aškerc)

## B
- Babič
- Jana Babšek
- Tina Bahovec
- Gorazd Bajc
- Anton Bajt
- Bojan Balkovec
- Marjetka Balkovec-Debevec
- Jaka Banfi
- Janko Barle
- Angelos Baš
- Franjo Baš
- Borut Batagelj
- Matic Batič
- Martin Bavčer
- Jurij Bavdaž
- Ines Beguš
- Martin Bele
- Vlasta Beltram
- Andrej Benedejčič
- Ana Benedetič
- Franc Benedik
- Marko Benedik
- Metod Benedik
- Josip Benkovič
- Aleksandra Berberih-Slana
- France Bergant
- Zvonko Bergant
- Metod Berlec
- Valerija Bernik
- Samo Bevk
- Ljudmila Bezlaj-Krevel
- Dušan Biber
- Bogdan Binter
- Feliks Bister
- Matjaž Bizjak (medievist)
- Matjaž Bizjak (vojaški)
- Žarko Bizjak
- Žiga Blaj
- Neja Blaj Hribar
- Pavel Blaznik
- (Boris Blažko)
- Pavlina Bobič
- Flavij Bonin
- Marko Bonin
- Zdenka Bonin
- Neven Borak
- Peter Borisov
- Leonida Borondič
- Janko Boštjančič
- Branko Božič
- Maja Božič
- Milan Bračika
- Franjo Bradaška
- Franc Bradeško?
- Marij Bratina
- Rajko Bratož
- Marij Bratina
- Urška Bratož
- Aleš Brecelj
- (Matjaž Brecelj)
- Marjeta Bregar
- (Borivoj Breže)
- Alja Brglez
- Marjan Britovšek
- Franc (Metod) Brlek
- Ivan (Mijo) Brlek
- Vilma Brodnik
- Boris Brovinsky
- Josip Bučar
- Miloš Budin
- Nataša Budna Kodrič

## C
- Tadej Cankar
- Karel Capuder
- Pavel Car
- Alenka Cedilnik
- (Mira Cencič)
- Estera Cerar
- Ana Cergol Paradiž
- Aldo Cherini
- Alojz Cindrič
- Jože Ciperle
- Katja Colja
- Henrik Costa
- Angel Peter Cracina
- (Tadej Curk)
- Bojan Cvelfar
- Janez Cvirn
- Lev Centrih

## Č
- Ludvik Čarni?
- Bojan Čas
- Sindi Časar
- Dragica Čeč
- Suzana Čeh
- Vladimir Čeligoj
- Vojko Čeligoj
- Pavle Čelik
- Tatjana Čepič
- Zdenko Čepič
- Peter Čerče?
- Mina Černe
- Tea Černe
- Peter Černic
- Nada Čibej
- Marija Čipić Rehar
- Josip Čižman
- Mateja Čoh Kladnik
- Štefan Čok
- Gregor Čremošnik
- Irma Čremošnik
- Anja Črešnar Vintar
- Filip Čuček
- Alenka Čuk
- Franci Čuš

## D
- Darko Darovec
- (Jože Debevc)
- Vlasta Dejak
- Lia De Luca
- Mira Delavec
- Viktorijan Demšar
- Vincencij Demšar
- Emil Devetak
- Robert Devetak
- Monika Deželak Trojar
- Vida Deželak-Barič
- Dragotin Dežman
- Jože Dežman
- Avgust Dimitz
- Martin Dimnik
- Dunja Dobaja
- Pavel Dobrila
- Ervin Dolenc
- Metod Dolenc
- Franc Dolinar
- France Martin Dolinar
- (Tomaž Dolinar)
- Janez Gregor Dolničar
- Boris Domanjko
- Teodor Domej
- Ljuba Dornik Šubelj
- Marjan Drnovšek
- Nejc Drnovšek
- Ernesta Drole
- Anja Dular
- Iztok Durjava
- (Marko Dvořák)

## E
- Silvin Eiletz
- Jurij Pavel Emeršič
- (Romana Erhatič Širnik)
- Fran Erjavec (1893–1960)
- Aleš Ernecl
- Elizabeta Eržen-Podlipnik

## F
- Vladislav Fabjančič
- Mirko Fajdiga
- (Anton Fakin)
- Julij Felaher
- Josip Felicijan
- Mitja Ferenc
- Tone Ferenc
- Franc Ferk
- Pavle Ferlic
- B.? Ferlinc
- Jadran Ferluga
- Liliana Ferrari
- France Filipič
- Rok Filipčič
- Hanzi Filipič
- Igor Filipič
- Jasna Fischer
- Božidar Flajšman?
- Damjana Fortunat Černilogar
- Primož Frajle
- Ivan Fras
- Darko Friš
- Rolanda/Romanda Fugger Germadnik
- Metka Fujs
- Alfonz Furlan
- Irena Fürst

## G
- Aleš Gabrič
- Irena Gantar Godina
- Igor Gardelin
- Jure Gašparič
- Tomaž Gerden
- Janko Germadnik?
- Ferdo Gestrin
- Tilen Glavina?
- Bojan Godeša
- (Maja Godina-Golija)
- Boris Golec
- Ludvik Modest Golia
- Boris M. Gombač
- Jure Gombač
- Maja Gombač
- Metka Gombač
- (Srečko Gombač)
- Tanja Gomiršek
- László Göncz (Madžar v Sloveniji)
- Branko Goropevšek
- Franc Goršič
- Nina Gostenčnik
- Vesna Gotovina
- Marija Grabnar
- Marina Gradišnik
- Matevž Gradišnik
- Bogo Grafenauer
- Danijel Grafenauer
- Matjaž Grahornik
- Stane Granda
- Mira Grašič
- Igor Grdina
- Jože Grebenc
- Marjan Gregorič
- Tamara Griesser-Pečar
- (Viktor Grilc)
- Franc Grivec
- Mladen D. Grmek
- Matjaž Grobler
- Josip Gruden
- Martin Grum
- Franc Gumilar
- Damijan Guštin

## H
- Hana Habjan
- Jožica Habjan
- Vlado Habjan
- Jurij Hadalin
- Jože Hainz
- Primož Hainz
- Boris Hajdinjak
- Maja Hakl Saje
- Damjan Hančič
- Tatjana Hajtnik
- Marko Hanžič (Marka Hansiz)
- Ferdo Hauptmann
- Ljudmil Hauptmann
- Franc Ksaver Heinrich
- Marija Hernja Masten
- Peter Hicinger
- Bojan Himmelreich
- Neža Hlebanja
- Toussaint Hočevar
- Mira Hodnik
- Tatjana Hojan
- Borut Holcman
- Eva Holz
- Jasna Horvat
- Mojca Horvat
- Andrej Hozjan
- Alenka Hren Medved
- Franc Hribernik
- (Rudolf Hribernik-Svarun)
- Franc Hül

## I
- Valentin (Zdravko) Inzko
- Martin Ivanič
- Tomaž Ivešić

## J
- Helena Jaklitsch
- Tadej Jakopič
- Ivan Jan
- Ferdinand Jančar
- Olga Janša Zorn
- Emilijan Janič
- Oton Janker
- Janko Jarc
- Orest Jarh
- Mihail Jasinski
- Klemen Jelinčič Boeta
- Aleksander Jeločnik
- Josip Jenko?
- Jože Jenko
- Gregor Jenuš
- Mateja Jeraj
- (Janko Jeri)
- Jože Jerko
- Gregor Jerman
- Sašo Jerše
- Dare Jeršek (1934-64)?
- Janez Jesenko
- Jože (Josef) Jerko
- Aleksander Jezernik
- Božidar Jezernik?
- Stanko Jug
- Mitja Juren
- Daniela Juričić Čargo
- Jelena Justin?
- Ivo Juvančič
- Stane Južnič
- Stanislav Južnič

## K
- Marija Kacin?
- Milica Kacin Wohinz
- Alenka Kačičnik Gabrič
- Slavka Kajba-Milić
- Mira Kalan?
- Aleksej Kalc
- Franc Dominik Kalin
- Miran Kalšek
- Marko Kambič
- Nataša Kandus
- (Edvard Kardelj-Sperans)
- (Mirko Karlin)
- Anton Kaspret
- Jože Kastelic
- Domen Kaučič
- Janez Kavčič
- Silvija Kavčič
- Petra Kavrečič
- Katarina Keber
- Darja Kerec
- Dušan Kermavner
- Davor Kernel
- Marta (Milena) Keršič
- Ladislav Kiauta?
- Borut Klabjan
- Darinka Kladnik
- Tomaž Kladnik
- Zdravko Klanjšček
- Andreja Klasinc Škofljanec
- Anton Klasinc
- Peter Pavel Klasinc
- Marko Klavora
- Vasja Klavora
- Josip Klemenc
- Matjaž Klemenčič
- Mihael (p. Rafael) Klemenčič
- Rudolf Klinec
- Damijan Kljajič
- Albert Klun
- Klemen Klun?
- Vinko Fereri Klun
- Cvetka Knapič Krhen
- Darko Knez
- David Knez
- Jon Adam Knez
- Lea Knez
- Gorazd Knific
- Katarina Kobe Arzenšek
- Anton Koblar
- Štefan Kociančič
- Klemen Kocjančič
- Barbara Kočevar
- Vanja Kočevar
- Majda Kodrič
- Sonja Kogej Rus
- Marija Jasna Kogoj
- Ivan Kogovšek
- Jasmina Kogovšek
- Monika Kokalj-Kočevar
- Bogdan Kolar
- Darinka Kolar Osvald
- Nataša Kolar
- Petra Kolenc
- Vladimir Kološa
- Andrej Komac
- Jernej Komac
- Franc Komatar
- Žiga Koncilija
- Tjaša Konovšek
- Mirjana Kontestabile Rovis
- Ivan Kordiš
- Jože Koropec
- (Vinko Korošak)
- (Branko Korošec)
- Viktor Korošec
- Nevenka Korpič
- Dušan Kos
- Franc Kos
- Janez Kos
- Jože Kos
- Marija Kos
- Marjan Kos
- Milko Kos
- Peter Kos
- Miha Kosi
- Jernej Kosi
- Miha Kosmač
- Jožef Košič
- Matevž Košir
- (Tone Košir)
- Jernej Kotar
- Attila Kovacs
- Andrej Kovač
- Karel Kovač
- Jože Kovač
- Fran Kovačič
- Branko Kozina
- Jurij Kozina
- Franc Kralj
- Jože Krall
- Janez Kramar
- Taja Kramberger
- Tone Krampač
- Gregor Kranjc
- Janez Kranjc
- Silvo Kranjec
- Petra Kim Krasnić
- Tone Kregar
- Gregor Gojmir Krek
- Slavko Kremenšek
- Anton Krempl
- France Kresal
- Matic Kristan
- Samo Kristen
- Jernej Križaj
- Ivan Križnar
- Ivka Križnar
- (Duša Krnel Umek)
- Anton Krošl
- Vera Kržišnik Bukić
- Alojzij Kuhar
- Marija Kump
- (Boris Kuret)
- (Boštjan Kurent)
- Radoslav Kušej
- Franc Kuzmič

## L
- Borivoj Lah
- Rajmund Lampreht
- Franček Lasbacher
- Aleksander Lavrenčič
- Ivan Lavrenčič
- Tomaž Lazar
- Žarko Lazarević
- Franc Ksaver Legat
- Jože Lekše?
- Antoša Leskovec
- Ivana Leskovec
- Avgust Lešnik
- Vladimir Levec
- Emilijan Lilek
- Marjan Linasi
- Anton Tomaž Linhart
- J. Lipovec
- Vinko Lipovec
- Uroš Lipušček
- Andrej Ljubomir Lisac
- Luka Lisjak Gabrijelčič
- Matija Ljubša
- (Ivan Logar)
- (Srečko Logar)
- Dragotin Lončar
- Nina Lončar
- Aleksander Lorenčič
- Darjan Lorenčič
- Milan Lovenjak
- Ivan Lovrenčič (zgodovinar)
- Anton Lovše
- Walter Lukan
- Franjo Lukman
- Stefano Lusa
- Arnold Luschin
- Miroslav Luštek
- Oto Luthar

## M
- Jože Maček (arhivist)
- Jože Maček
- Jure Maček
- Nadja Magajna
- Milojka Magajne
- (Mirko Mahnič)
- Gabriel Majcen
- Neva Makuc
- Josip Mal
- Simon Malmenvall
- Avguštin Malle
- Janko Malle
- Martin Malnerič?
- Tino Mamić
- Josip Mantuani
- Vera Marentič
- Roman Marinko
- Miha Markelj
- Gašper Markič
- Tatjana Markošek
- Walter Markov
- Irena Marković
- Zvezdan Marković
- Janez Marolt
- Jože Marolt
- Branko Marušič
- Irena Marušič
- Dragan Matić
- Meta Matijevič
- Marjan Matjašič
- Jože Maučec
- Aleš Maver
- Irena Mavrič Žižek
- Odilon Mekinda
- Jelka Melik
- Vasilij Melik
- Josip Merku
- Janez Meterc
- Darja Mihelič
- Maks Miklavčič
- Milko Mikola
- Peter Mikša
- Albin Mikulič
- Robert Mikulič
- Marjeta Mikuž
- Metod Mikuž
- Franc Minařik
- Gašper Mithans
- Dušan Mlacović
- Boris Mlakar
- Ivan Mlinar
- Janez Mlinar
- Jože Mlinarič
- Lučka Mlinarič
- Mitja Močnik
- Monika Močnik
- Ivan Mohorič
- Marijan Mole
- Carlo Morelli
- Andreas Moritsch
- Iztok Mozetič
- Jože Možina
- Josip Mravljak
- Aleksandra Mrdavšič
- Irena Mrvič
- Marko Mugerli
- Oskar Mulej
- (Drago Mušič)
- Dunja Mušič
- Jurij Mušič
- Gottfried Muys

## N
- Tomaž Nabergoj
- Martin Nahtigal
- Dunja Nanut
- Andrej Nared
- Jože Natek
- Dušan Nećak
- Alenka Nedog
- Ivan Nemanič
- Gloria Nemec
- Nataša Nemec
- Branimir Nešović
- Aleš Nose
- Andrej Novak (zgodovinar)
- Bogdan Ciril Novak
- Drago Novak
- Miroslav Novak

## O
- Bela Obal?
- Miha Obid
- Marija Oblak-Čarni
- Rafael Ogrin (1885-1966)
- Alfred Ogris
- Gašper Oitzl
- Mihael Ojsteršek
- Stane Okoliš
- Žiga Oman
- (Igor Omerza)
- Ignacij Orožen
- Janko Orožen
- Janez Osojnik
- (Miroslav Osojnik)
- Nina Ošep
- Božo Otorepec
- Blaž Otrin
- (Damjan Ovsec)
- Anton Ožinger (1943–2019)

## P
- Dejan Pacek
- Adrijan Pahor
- Drago Pahor
- Marko Pahor
- Milan Pahor
- Minka Pahor
- Miroslav Pahor
- Samo Pahor
- Jožef Pajek
- Milan Pajk
- Andrej Pančur
- Aleksander Panjek
- Janez Parapat
- Andrej Pastar
- Janez Pastar
- Anja Paulič
- Avgust Pavel
- Tadej Pavković
- Slavica Pavlič
- Srečko Pavličič
- Tomaž Pavlin
- Vojko Pavlin
- Egon Pelikan
- Lojze Penič
- Jurij Perovšek
- Janez Peršič
- Rosvita Pesek
- David Petelin
- Lojze Peterle
- Marija Mojca Peternel
- Matej Petrič
- A. Petriček
- Peter Petruzzi
- Josip Pfeifer
- Ivan Pintar
- Matija Pirc
- Jože Pirjevec
- Jelka Piškurić
- Melitta Pivec-Stele
- Olga Pivk
- Slavica Plahuta
- Lovro Planina
- Marco Plesnicar
- (Karel Plestenjak)
- Andrej Pleterski
- Janko Pleterski
- Gregor Pobežin
- Marija Počivavšek
- Renato Podbersič (st./ml.)
- Rado Podgorelec
- Leopold Podlogar
- Franc Pokorn
- Janez Polajnar (1977)
- (Tone Poljšak)
- Alojzij Potočnik
- Dragan Potočnik
- Matko Potočnik
- Mitja Potočnik
- Maja Povalej
- Simon Povoden
- Lojze Požun
- Anton Praprotnik
- Vladimir Prebilič
- (Štefan Predin)
- Miha Preinfalk
- Matija Prelesnik
- Martin Premk
- (Miroslav Premrou)
- Karel Jožef Prenner
- (Igor Presl)
- Karel Jožef Prenner
- Ivan Prijatelj
- Jože Prinčič
- Vili Prinčič
- Marko Prpić
- Janko Prunk
- Alberto Pucer
- Rudolf Gustav Puff
- Radovan Pulko
- (Tadej Pungartnik)
- Majda Pungerčar
- Vilma Purkart

## R
- Nikola Radojčić
- Branko Radulovič
- Andrej Rahten
- Ferdinand Raisp
- Vincenc Rajšp
- Amand Rak?
- Fran Rakuša
- Jure Ramšak
- Marjetka Rangus
- Jože Rataj
- Mateja Ratej
- Matjaž Ravbar
- Tone Ravnikar
- Elija Rebič
- Matjaž Rebolj
- Albin Regvat
- Branko Reisp
- Bogumil Remec ml.
- Meta Remec
- Marta Rendla
- Robert Rener
- Manca G. Renko
- Božo Repe
- Tatjana Rezec Stibilj
- Anton Ivan Režek
- Mateja Režek
- Mateja Ribarič
- Irena Ribič
- Peter Ribnikar
- Franc Xaver Johann Richter
- Tadej Rifel
- Vilko Rifel
- Ivan Rihtarič (*1948)
- Andreja Rihter
- Aleksander Rjazancev (1924-84)
- Anton Zvonko Robar?
- Nataša Robežnik
- Matija Robič
- Marjan Rode
- Carole Rogel
- Monika Rogelj
- Deborah Rogoznica
- Vida Rojic
- Gašper Rojko
- Jurij Rosa
- Boris Rozman
- Franc Rozman
- Stane Rozman
- Vida Rožac Darovec
- Tanja Roženbergar Šega
- Aldo Rupel
- Vanja Rupnik
- Anamarija Rupnik Rener
- Jože Rus
- Karol Rustja
- Peter Rustja
- Borut Rutar
- Marija Rutar
- Riccardo Ruttar
- Simon Rutar
- Miloš Rybář

## S
- Mitja Sadek
- Franček Saje
- Balduin Saria
- Dolfe Schauer?
- Bojan-Ilija Schnabl
- Janez Ludvik Schönleben
- Franc Schumi
- Ernest Sečen
- Janja Sedlaček
- Nada Sedlar?
- Drago Sedmak
- Aljaž Sekne
- Irena Selišnik
- Zdenka Semlič Rajh
- Aleksandra Serše
- Miha Seručnik
- Matija Sila
- Valentin Sima
- Ivan Simčič
- Tomaž Simčič
- Marko Simić
- Vladimir Simič
- Julij Simončič?
- Ivan Simonič
- Primož Simoniti
- Vasko Simoniti
- (Jože Simšič)
- Štefan Singer
- Sandi Sitar
- Daniel Siter
- Vinko Skitek
- Zorka Skrabl Matko
- Samo Skralovnik?
- Anton Skubic
- Anton Skumovič
- Lidija Slana?
- Matej Slekovec
- Ivan Slokar
- Majda Smole
- Žiga Smolič
- Jožef Smrekar
- Gregor Sraka
- Josip Srebrnič?
- Josip Stare
- Gorazd Stariha
- Alenka Starman Alič
- Alessio Stasi
- Vlasta Stavbar
- Ivan Steklasa
- Miroslav Stepančič
- Drago Stepišnik
- Janez Stergar
- Nataša Stergar
- Rok Stergar
- Viktor Steska
- Ljudevit Stiasny?
- Iva Stiplovšek
- Miroslav Stiplovšek
- Risto Stojanovič
- Andrej Stopar
- Pavel Stranj
- Stane Stražar
- Gvido Stres ml.
- Peter Stres
- Urška Strle
- Albert Struna
- Andrej Studen (1963-2022)
- Bogo Stupan
- Marjan Sturm
- Rudolph Matt Susel
- Anton Svetina
- Petra Svoljšak

## Š
- Barbara Šatej
- Jaroslav Šašel
- Marjeta Šašel Kos
- Franc Šebjanič
- Judita Šega
- Ana Šela
- Tatjana Šenk
- Anton Šepetavc
- Jurij Šilc
- Miha Šimac
- Stanko Šimenc
- Kaja Širok
- Karel Šiškovič
- Ivan Škafar
- Gregor Škafar
- Stanislav Škaler
- Milan Škerlj
- Jože Škofljanec
- Aida Škoro Babić
- Viljenka Škorjanec
- Milan Škrabec
- Katja Škrubej
- Gašper Šmid
- (Janez Šmitek)
- (Zmago Šmitek)
- Gordana Šövegeš Lipovšek
- Jože Šorn
- Mojca Šorn
- Izak Špajzer
- Vinko Šribar
- Blaž Štangelj
- Martin Šteiner
- Verena Štekar-Vidic
- Matej Šteflič
- Marko Štepec
- (Bojan Štih)
- Matija (Matjaž) Štih
- Peter Štih
- (Peter Štoka)
- France Jaroslav Štrukelj
- Žarko Štrumbl
- Marko Štuhec
- France Štukl
- Peter Štumpf
- Fran Šuklje
- Ljubica Šuligoj
- Janez Šumrada
- Branko Šuštar
- Janez J. Švajncer
- Rozina Švent

## T
- Ferdinand Tancik
- Primož Tanko
- (Luigi Tavano)
- Bogo Teplý
- Stane Terčak
- Nadja Terčon
- Tomaž Teropšič
- Marija Terpin Mlinar
- Petra Testen
- Julij Titl
- Tadeja Tominšek Čehulić
- Ludvik Tončič (1948-2008)
- Janez Trdina
- Blaž Torkar
- Zora Torkar
- Maja Toš
- Marjan Toš
- Slavica Tovšak
- Lilijana Trampuž
- (Janko Traven)
- Terezija Traven
- Vladimir Travner
- Franc Trdan
- Milica Trebše Štolfa
- Simon Trießnig
- Tadej Trnovšek
- Polona Trobec Mlakar
- Nevenka Troha
- Zdravko Troha
- Štefan Trojar
- Nik Trontelj
- Drago Trpin
- (Anton Trstenjak)
- Davorin Trstenjak
- Danijela Trškan
- (Alojz Turk)
- Ernest Turk
- Ivan Turk (ekonomist)
- Ivan Tušar
- Mojca Tušar

## U
- Lojze Ude
- Ema Umek
- Pavle Urankar
- (Franc Urlep)
- Hinko Uršič

## V
- Joe Valenčič
- Vlado Valenčič
- Andreja Valič Zver
- Fritz Valjavec
- Janez Vajkard Valvasor
- Jasna Vanček
- Chiaro Vascotti?
- Fran Vatovec
- Maja Vehar
- Jože Velikonja
- Marija Verbič
- Marta Verginella
- Aleksander Videčnik
- Marko Vidic?
- Jernej Vidmar?
- Anka Vidovič Miklavčič
- (Verena Vidrih Perko)
- Darko Viler
- Irena Vilfan-Bruckmüller
- Sašo Vidovič
- Sergij Vilfan
- Simon Vilfan
- Srečko Vilhar
- Vladimir Vilman
- Jonatan Vinkler
- Julijana Visočnik
- Nina Vodopivec
- Peter Vodopivec
- Jerca Vodušek Starič
- Ivan Vogrič?
- Jernej Voh
- Ignacij Voje
- Jure Volčjak
- Sandi (Alessandro) Volk
- Andrej Vovko
- Ivo Vraničar
- Viktor Vrbnjak
- Rajko Vrečer
- Vid Vremec
- Ivan Vrhovec
- Ivan Vrhovnik
- Sergej Vrišer
- (Jože Vugrinec)
- Jože Vunšek
- Jože Vurcer
- Blaž Vurnik

## W
- Marija Wakounig
- Marko Waltritsch
- Tomaž Weber
- Janez Weiss

## Z
- Janez Zabukovec
- Štefka Zadnik
- Josip Zadnikar
- Dejan Zadravec
- Ivanka Zajc Cizelj
- Marko Zajc
- Boštjan Zajšek
- Vita Zalar
- J. Zaplotnik
- (Janez Zdešar)
- Hedvika Zdovc
- Franc Zelenik (arhivist)
- Ivan Zelko
- Momčilo Zečević (Črnogorec)
- Ivan Zelko
- Janko Zerzer
- Mavricij Zgonik
- (Ivan Zika)
- Franc Zmazek
- (Milovan Zorc)
- Miha Zobec
- Janez Evangelist Zore
- Anton (Tone) Zorn
- (Ludvik Zorzut)
- Agneza Zupan
- Alojzij Zupanc (1893-1974)
- Ciril Zupanc
- Janez Anton Zupančič
- Marjan Zupančič
- Katja Zupanič
- Zvonka Zupanič Slavec
- Dana Zwitter-Tehovnik
- Fran Zwitter
- Žiga Zwitter

## Ž
- Barbara Žabota
- Ivo Žajdela
- Matija Žargi
- Ciril Žebot
- Urška Železnik
- Žiga Železnik
- Damir Žerič
- Borut Žerjav
- Milan Ževart
- Mojca Ževart
- Matija Žganjar (1928-2024)
- Marjana Žibert
- Tanja Žigon
- Salvator Žitko
- Aleksander Žižek
- Irena Žmuc
- Marjan Žnidarič
- Lilijana Žnidaršič Golec
- Sabina Ž. Žnidaršič
- Tanja Žohar
- Bogdan Žolnir
- Josip Žontar
- Jože Žontar
- Majda Žontar
- Vladimir Žumer
- Niko Županič
- Maja Žvanut